# Junaide de Bagdá
Abu Alcácime Junaibe ibne Maomé Alhazaz Cuvariri Albaguedadi (em árabe: ابو القاسم الجنيد ابن محمد الخزاز القواريري البغدادي; romaniz.: Abu al-Qasim al-Junayd ibn Muhammad al-Hazzaz Kavariri al-Baghdadi), (em persa: جنید بغدادی), nasceu e morreu em Bagdá, vivendo aproximadamente entre 830 e 910. Foi um dos mais famosos místicos e estudiosos islâmicos de origem persa  ou sufis do Islã. Ele foi uma figura central na cadeia de ouro de muitas ordens sufis. Junaide ensinou em Bagdá durante toda a sua vida espiritual e representou grande importância no desenvolvimento da doutrina sufi. Junaide, assim como Haçane de Baçorá que o precedeu, foi amplamente reverenciado por seus alunos e discípulos, bem como citado por outros místicos. Ele se tornou, igual que Dulnune do Egito (antigo mestre de Sahl al-Tustari) e Bajazeto de Bastã, um guia espiritual daquele tempo, um dos primeiros grandes místicos do Islã e um dos Sufis mais importantes desde o início do Sufismo. Devido à sua importância teologia sufi, Junaide foi muitas vezes referido como o "Sultão. "  Do seu círculo de discípulos fizeram parte entre outros, Abu Ali al-Rudbari, Bajazeto de Bastã e Almançor Alhalaje. Ele foi o fundador de uma das duas principais correntes do, assim chamado, sufismo racionalista, conhecido como "a doutrina da sobriedade" e do completo autocontrole.

## Biografia
Nascido em Bagdá, em uma família de imigrantes de Neavande em persa: نهاوند, na Pérsia (hoje Irã), recebeu, de acordo com o explorador francês Henri Corbin, em sua "História da Filosofia Islâmica", uma educação muçulmana tradicional com um dos mais conceituados estudiosos da época Hixame ibne Alcalbi. Na doutrina mística Sufi a que dedicou seu tio Sari Sacata (ou Harite Almoacibi) e Maomé ibne Ali Alcáçabe. Tanto a pessoa, quanto os sermões e os tratados de Junaide foram de suma importância para os sufis da escola de Bagdá> Dentre os pensadores do misticismo islâmico de então ele era apelidado de "Sheikh ut-taifa" (em árabe: شيخ الطائفة) ou "Seyyid ut-taifa" (em árabe: سيد الطائفة) - a comunidade de professores. Morreu em Bagdá, onde viveu toda a sua vida

## O mestre Sufi
A Junaide se deve a fundação de uma escola "sóbria" do pensamento Sufi, o que significava que ele era muito lógico e acadêmico em suas definições sobre as virtudes, Tawhid, etc, em suas orientações espirituais, onde a clareza era superior à "embriaguez", a "intoxicação". Ele defendia a  cautela em relação aos testemunhos sobre as experiências místicas que pudessem induzir os crentes a erros doutrinários, mormente à revelação da Lei.
Para ele, o Sufismo se caracterizava por aqueles que tinham "experiência "fana" [e] não subsistam nesse estado da absorção em Deus, mas encontravam-se voltados para os seus sentidos para Deus. A partir destas experiências, essas pessoas seriam como repatriados, renovados", assim como aqueles que se "embriagavam" e depois ficavam "sábios". Em uma de suas citações, Junaide dizia: : "A água assume a cor do copo." Embora isso possa parecer um pouco confuso no início, 'Abd al-Hakeem Carney explica melhor: "Quando a água é aqui referida, ela deve ser entendida como a Luz da auto-revelação divina, [...] de acordo com a capacidade receptiva da pessoa e será "colorida" pela natureza da pessoa". Como esta explicação de natureza metafórica se faz entender o significado, a compreensão do pensamento do autor.

## Ensinamentos
Junaide, tendo por base o Alcorão e a Sunnah, formula e direciona seus ensinamentos. Rechaça algumas afirmações de alguns outros teólogos e diz que o arrebatamento espiritual tem sua origem no acordo ontológico ( Mithaq) firmado entre Deus e os homens, nos dizeres - "Não sou eu o seu Senhor?". Dessa forma, como refletia os sufis, o êxtase, era a extinção de si em Deus; a criatura que se funde com o Criador, como a gota no oceano. Junaide, acreditava que o estado de extinção ("Fana")  deveria ser superado para alcançar a sobriedade e, portanto, fora de um Sufi, vivendo na sociedade comum, isto seria possível. Um provérbio Sufi expressava esse fato da seguinte forma: "Você tem o corpo na loja e o coração na Presença de Deus."
Seus ensinamentos foram compilados em epístolas, onde ele trata amplamente da metafísica e que se converteram nas "Regras do caminho", e permitiu aoislamismo construir uma base sólida antes da implantação dos grandes sistemas de sua teologia mística. Sua enorme influência lhe valeu o apelido de "Príncipe da Ordem" e a grande maioria do futuro Sufi realmente ascendeu à "Maneira de Junaide."
Foram, assim, inúmeras as contribuições de Junaide ao sufismo. Seus ensinamentos tratavam básica e essencialmente de um conjunto de práticas que levavam ao "aniquilamento"(fana) do Ego, de modo a possibilitar uma união direta e estreita com o Divino, com o Ser. Segundo ele:

"As pessoas precisam "abandonar seus desejos naturais, para acabar com os atributos humanos, descartando assim motivos egoístas; devem cultivar qualidades espirituais para dedicarem-se ao verdadeiro conhecimento, para fazer o que é melhor no contexto da eternidade, para desejar o bem para toda a comunidade, para serem verdadeiramente fiéis a Deus e seguir o Profeta nas questões de Sharia".

Como ensinava ele, isso começava com a prática da renúncia (zuhd), continuava com a retirada da sociedade [isolamento], seguida da concentração intensa na devoção (ibadat) e na recordação constante (dhikr) de Deus, na a sinceridade (ikhlas) e na contemplação (Muraqaba), respectivamente; a contemplação produzia a fana (morte doEgo). Este tipo de "luta semântica" recriava a experiência de julgamento, ou auto-julgamento (bala), que seria a base fundamental nos escritos de Junaid. Segundo ele, esse conjunto de práticas introspectivas possibilitaria às pessoas entrarem no estado de fana (morte do Ego) que, segundo ele, estava didida em três estágios assim expostos:
1. "Eliminação de atributos, características e qualidades naturais, através do constante esforço de opor-se ao desejo, e obrigando-se a fazer o seu oposto (nafs)";
2. "Eliminação da busca pelo prazer e até da sensação de prazer da obediência a Deus", e
3. "Eliminação da consciência de haver chegado ao êxtase, pois este foi o resultado da vitória de Deus sobre você. Você passa assim a não Ser, a ser eterno em Deus. Vive fisicamente porém sua individualidade já não existepartiu".[9]

A prática desses três estágios implicava na transição da existência para a não existência ou não existência primordial e correspondia a uma aniquilação total, com isso o sufi [adepto, praticante] se reduziria a um puro nada. Essa era a forma pela qual se daria uma purificação da essência do Sufi, que se integraria ao ser supremo, e, finalmente, seria absorvido em Deus. Junaide enfatizava a necessidade dessas três etapas para alcançar a "fana" e, uma vez que esta fosse atingida, a pessoa adentrava ao estado de "permanência" (Baqa). E, através deste estágio ("Baqa") era quando alguém poderia encontrar a Deus - ou melhor, era quando Deus o encontrava. Dizia ainda que este estado de permanência ("Baqa") não poderia ser alcançado senão que, através dos três estágios e à custa de muita paciência e de uma enérgica disciplina.

## Obra
De acordo com Henri Corbin, 15 tratados de Junaide sobreviveram até os dias de hoje. Na obra citada do orientalista francês, está o seguinte:
- Um tratado sobre a unidade divina (Kitab-ut-tauhyd; em árabe: كتاب التوحيد)

- O livro da absorção divina (Kitab-ul-fang; em árabe: كتاب الفناء), que dá o conceito) da diversão  - O misticismo da dissolução em Deus

- A Medicina espiritual (arvah ul-Dawa; em árabe:  دواء الأرواح)
De acordo com outras fontes, existe ainda apenas uma obra de Sufismo denominada "Cartas" (escrita em árabe: رسائل). De acordo com o seu ensaio-título é uma carta dirigida aos indivíduos, bem como tratados sobre o tema, a mensagem do Sufismo, alguns dos quais são escritos na forma de comentários sobre cada versículos do Alcorão.

## Controvérsias
Junaide enfatizava ao praticante a necessidade de tornar-se diferente dos demais ou "incomum". Do "Tasawwuf", diz ele, "é limpar o coração de cada desejo de seguir o caminho dos homens comuns". Para algumas interpretações esta era uma elitização, ou seja, somente a elite teria acesso ao conhecimento de Divino, conquanto que o "incomum" não quer necessariamente referir-se à elite.
Junaide escrevia de um modo eloquente e distinto e, de acordo com Sells "... Junaide parece pressupor que o ouvinte ou leitor já teve experiências sobre o que ele está dizendo - ou, mais radicalmente, que o ouvinte ou o leitor é capaz de entrar nessa experiência, ou recriá-la - no momento de encontro com as palavras de Junaide ". Esta declaração faz parecer que Junaide estava escrevendo para um tipo específico de estudantes, uma elite. Essa elite referida, seriam os eleitos, ou "um grupo unido fortemente, por laços ou uma irmandade que Junaide designa por frases como "a escolha dos crentes "ou" os puros." 
A interpretação da leitura de Junaide, tornara-se difícil para a maior parte dos estudiosos, até porque grande parte de seus escritos se perderam. Em detrimento a isso, ele usa sempre palavras precisas e linguagem específica para descrever Deus, o anseio por Ele, e da condição humana. Sua linguagem descritiva e ornamentada parece às vezes evitar o propósito direto, parece estar intencionalmente camuflado ou misteriosa. Há quem diga que o motivo pelo qual ele passara a escrever deste modo, encontrou lugar quando, segundo a Enciclopédia do Islã, Junaide descobriu que uma carta que ele havia escrito foi aberta por um estranho antes de chegar ao seu destino: "sem dúvida, por algum fanático desejoso de encontrar causa para impugnar a sua ortodoxia, e este sempre e presente perigo deve em parte, ser atribuído ao preciosismo deliberado que marca os escritos de todos os místicos do período de Junaide". Esta constante preocupação com o o uso que dariam a seus escritos e idéias levou Junayd a tomar estas medidas